# Arrow (SPNV)

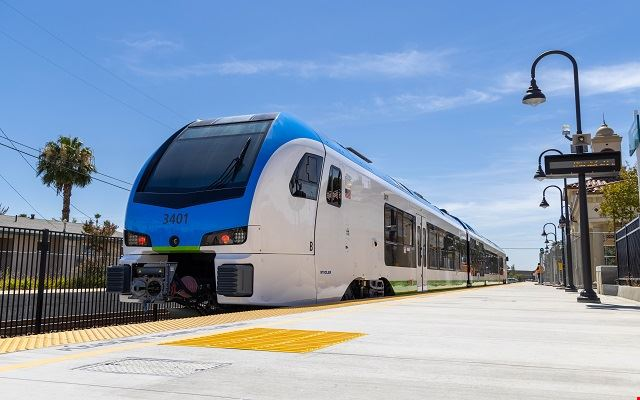
Ein Zug im Bahnhof Redlands–University

Unter der Bezeichnung Arrow verkehrt seit dem 24. Oktober 2022 der Schienenpersonenverkehr (SPNV) auf der etwa 15 km langen Bahnstrecke San Bernardino–Redlands in Kalifornien. Auftraggeber und Eigentümer der Infrastruktur ist die San Bernardino County Transportation Authority (SBCTA) des San Bernardino Countys, Betreiber ist Metrolink.

## Vorgeschichte
Redlands war ab 1888 durch eine aus San Bernardino errichtete Strecke der California Central Railway Company, einer Tochterfirma der Atchison, Topeka and Santa Fe Railway (AT&SF), an das Eisenbahnnetz angebunden. Bis 1892 wurde diese zum Redlands Loop (oder Redland Loop) erweitert, indem die Gleise in einer Schleife wieder zurück nach San Bernardino verlegt wurden. Der 1888 eröffnete südliche Teil des Loops verband San Bernardino und Redlands auf direktem Weg durch die Außenbezirke von Loma Linda, während der nördliche Teil der Schleife in den folgenden Jahren über Mentone, Highland, Patton und Del Rosa zurück nach Highland Jct im Norden von San Bernardino errichtet wurde. 1906 übernahm die AT&SF die California Central Railway.
Ebenfalls 1888 wurde die East San Bernardino Railroad gegründet, die eine 16 km lange Schmalspurbahn mit einer Spurweite von 914 mm zwischen San Bernardino und Redlands errichtete. Die Betreibergesellschaft stand ab 1892 unter Kontrolle der Southern Pacific Company (SP) und wurde in San Bernardino & Redlands Railroad Company umbenannt. Der Betrieb endete allerdings bereits Ende Juli 1915. Für den Güterverkehr hatte die SP in den 1890er-Jahren eine Zweigstrecke von Loma Linda nach Redlands errichtet, die bis in die 1980er-Jahre betrieben wurde. Von 1905 an betrieb ferner die Pacific Electric Railway eine Bahnstrecke zwischen San Bernardino und Redlands, die nördlich der heutigen Interstate 10 verlief. Der Personenverkehr endete dort 1937, doch wurde die Strecke bis in die frühen 1980er-Jahre im Güterverkehr betrieben.
Auf dem Redlands Loop wurde 1938 der Personenverkehr eingestellt. Am 12. Dezember 1955 wurde der AT&SF die Stilllegung des 6,2 km langen Streckenabschnitts von Highland Jct und Del Rosa genehmigt, die Anfang 1956 vollzogen wurde. 1967 wurde die Schleife nach Genehmigung im Vorjahr um weitere 2,6 km von Del Rosa bis Patton verkürzt. 1980 und 1986 endete schrittweise auch der Güterverkehr zwischen Patton und Redlands, woraufhin die Gleise auf diesem Abschnitt in den folgenden Jahren teilweise abgebaut wurden. Auf dem südlichen Teil des Loops lagen 2020 Gleise von San Bernardino bis zur Judson Street im Osten von Redlands, die auf den ersten Kilometern weiter vom AT&SF-Nachfolger BNSF Railway im Güterverkehr genutzt werden.

## Reaktivierung für den SPNV
Die Wiederaufnahme des Schienenpersonenverkehrs (SPNV) zwischen San Bernardino und Redlands wird seit den späten 1980er-Jahren diskutiert. So erwähnte der California Rail Passenger Development Plan von 1991 eine mögliche Erweiterung des zum damaligen Zeitpunkt noch nicht in Betrieb genommenen Metrolink-Netzes bis Redlands.
Zu Beginn des 21. Jahrhunderts wurden politische Entscheidungen getroffen, die den dazu als San Bernardino Associated Governments (SANBAG) auftretenden Anliegerkommunen den Erwerb der BNSF-Streckeninfrastruktur zwischen San Bernardino und Redlands ermöglichten. Im Herbst 2011 vergab SANBAG einen Auftrag zur Planung und Umweltverträglichkeitsprüfung der nötigen Ausbaumaßnahmen. Die Gesamtkosten für die erste Umsetzungsstufe mit drei Zwischenhalten wurden damals auf 150 Millionen Dollar geschätzt, 2016 auf 265,3 Millionen Dollar und 2020 einschließlich der Fahrzeugbeschaffungskosten auf 359,7 Millionen Dollar.
Der Auftrag zum Ausbau der Infrastruktur wurde im Frühjahr 2019 von der 2017 aus SANBAG hervorgegangenen San Bernardino County Transportation Authority (SBCTA) an den Konzern Flatiron Construction vergeben, der im Sommer 2019 die Arbeiten aufnahm. Auf dem gesamten künftig im SPNV befahrenen Streckenabschnitt wird der Oberbaus erneuert. Die Strecke bleibt weitgehend eingleisig, allerdings entsteht etwa auf halbem Weg zwischen San Bernardino und Redlands ein 3,2 km langer zweigleisiger Begegnungsabschnitt. Zudem werden vier Stationen neu gebaut und der Bahnhof San Bernadino Transit Center um einen Bahnsteig erweitert, fünf Brücken neu gebaut und 24 Bahnübergänge technisch gesichert.
Als Termin für die Betriebsaufnahme wurde nach mehreren Verschiebungen Anfang 2022 benannt. Ab diesem Zeitpunkt sind täglich zwischen etwa 5 und 22 Uhr stündliche Verbindungen vorgesehen, die wochentags in den Hauptverkehrszeiten zu einem Halbstundentakt verdichtet werden sollen.
Nachdem das Projekt über mehrere Jahre mit dem Arbeitstitel Redlands Passenger Rail Project bezeichnet wurde, wird seit November 2016 der Name Arrow verwendet.
Die Betriebsführung sollte ursprünglich Omnitrans, die ÖPNV-Betreibergesellschaft des San Bernardino Countys, übernehmen. Im Oktober 2019 entschied die SBCTA jedoch, stattdessen die Southern California Railroad Administration und deren Tochtergesellschaft Metrolink zu beauftragen.

## Fahrzeuge
Die San Bernardino County Transportation Authority (SBCTA) des San Bernardino Countys bestellte Anfang 2018 drei Dieseltriebwagen des Typs Stadler Flirt. Die Fahrzeuge sind ähnlich den Stadler-GTW-Triebzügen in der Fahrzeugmitte mit einem Antriebsmodul ausgestattet, in dem der Dieselantrieb untergebracht ist.
Im November 2019 wurde zudem die Beschaffung eines mit Wasserstoff betriebenen Zugs bei Stadler Rail bekanntgegeben.
| Hersteller & Modell | Antrieb           | Inbetriebnahme | Fahrzeugnummern | Anzahl | Bemerkungen                    |
| ------------------- | ----------------- | -------------- | --------------- | ------ | ------------------------------ |
| Stadler FLIRT       | Diesel-elektrisch | 2022           | 3401–3403       | 3      |                                |
| Stadler FLIRT       | Brennstoffzelle   | 2025 (geplant) |                 | 1      | Option auf 3 weitere Fahrzeuge |